# Daniel Gélin
Daniel Gélin (Angers, 19 mei 1921 - Parijs, 29 november 2002) was een Frans filmacteur, regisseur en scenarioschrijver.

## Leven en werk

### Jaren veertig
Na zijn toneelopleiding moest Gélin zich lange tijd tevreden stellen met figurantenwerk.
Zijn eerste belangrijke filmrol speelde hij in het drama Martin Roumagnac (1946) waarin hij tegenover Jean Gabin en Marlène Dietrich stond. 

### Heel productieve jaren vijftig
Enkele jaren later brak hij bij het grote publiek door dankzij enkele (tragi)komedies van Jacques Becker. Hij ging op zijn elan verder in onder meer twee  tragikomedies van Max Ophüls. In het drama Une histoire d'amour (1951) speelde hij de jonge man die samen met zijn verloofde zelfmoord pleegde omdat hun relatie niet werd aanvaard door haar ouders, steenrijke industriëlen. Louis Jouvet, Gélins oud-leraar aan het conservatorium, was in zijn allerlaatste filmrol de inspecteur die de zelfmoord onderzocht. In 1953 gaf Gélin in het sombere drama La neige était sale, naar de gelijknamige roman 'dur' van Georges Simenon, gestalte aan een jonge man die tijdens de Duitse bezetting van Frankrijk op drift slaat en begint te stelen en te moorden. Het drama Les Amants du Tage (1955), een van de talrijke successen van Henri Verneuil, naar de gelijknamige roman van Joseph Kessel, verenigde Gélin en Françoise Arnoul, opnieuw gecast als de verleidelijke maar gevaarlijke jonge vrouw, op het grote scherm. In de komedie En effeuillant la marguerite (1956) raakte journalist Gélin verkikkerd op een stripteasende Brigitte Bardot.
Vermeldenswaardig was zijn rol van het lid van de Franse inlichtingendienst dat wordt vermoord in de klassieke misdaadfilm The Man Who Knew Too Much (1956) van Alfred Hitchcock.

### Jaren zestig en zeventig
In die jaren kreeg hij beduidend minder rollen te pakken. Belangrijke cineasten die een beroep op hem deden in die periode waren onder meer Costa-Gavras in de thriller Compartiment tueurs (1965) en Claude Chabrol in het Tweede Wereldoorlogsdrama La Ligne de démarcation (1966). 

### Latere filmcarrière: bijrollen
Louis Malle gaf hem in het drama Le Souffle au cœur (1971) de rol van de vader tussen wiens vrouw en fijngevoelige fragiele zoon een incestueuze band ontstaat. In 1977 kwam Gélin opnieuw zijn ex-vrouw Danièle Delorme tegen op de filmset van Nous irons tous au paradis, een van de vele komedies van haar tweede echtgenoot Yves Robert.
In de loop van de jaren zeventig en tachtig nam hij enkele bijrollen voor zijn rekening in interessante films van onder meer Ettore Scola (de rijke industrieel in La Nuit de Varennes, 1982),  Michel Drach (de vader van de schrijver in Guy de Maupassant, 1982) en Étienne Chatiliez (de cynische dokter in La vie est un long fleuve tranquille, 1987). 

### Regisseur van één film
Met de tragikomedie Les Dents longues (1952) waagde Gélin zich eenmalig in de regiestoel. Hij vertolkte zelf de hoofdrol naast zijn toenmalige echtgenote Danièle Delorme als de vrouw die hij door zijn tomeloze ambitie als journalist bijna verliest.

### Toneel en film
Naast rollen in meer dan honderd lange speelfilms had Gélin ook een lange toneel- (1941-1997) en televisieloopbaan (1956-2000).

### Privéleven
Tussen 1945 en 1955 was hij getrouwd met de actrice Danièle Delorme, met wie hij een zoon heeft: Xavier Gélin (1946-1999), ook een filmacteur. Het koppel scheidde in 1956. Uit zijn relatie met Marie-Christine Schneider hield hij een dochter over: filmactrice Maria Schneider (1952-2011).
Na een kortstondige verhouding met Ursula Andress hertrouwde hij met de Dior-mannequin Sylvie Hirsch die hem drie kinderen schonk. Ze gingen uiteen in 1971. Twee jaar later trouwde hij voor de derde keer, met Lydie Zaks die hem een dochter gaf en die bij hem bleef tot aan zijn overlijden.
In 2002 overleed Gélin op 81-jarige leeftijd aan nierfalen.

## Filmografie

### Regisseur
- 1952 - Les Dents longues

### Acteur (selectie)
- 1940 - Miquette (Jean Boyer)
- 1940 - Soyez les bienvenus (Jacques de Baroncelli)
- 1941 - Premier Rendez-vous (Henri Decoin)
- 1942 - Les Cadets de l'océan (Jean Dréville)
- 1942 - L'assassin habite au 21 (Henri-Georges Clouzot)
- 1942 - Les Inconnus dans la maison (Henri Decoin)
- 1943 - Les Petites du quai aux fleurs (Marc Allégret)
- 1945 - Un ami viendra ce soir (Raymond Bernard)
- 1946 - Martin Roumagnac (Georges Lacombe)
- 1948 - Le Paradis des pilotes perdus (Georges Lampin)
- 1949 - Rendez-vous de juillet (Jacques Becker)
- 1950 - Dieu a besoin des hommes (Jean Delannoy)
- 1950 - La Ronde (Max Ophüls)
- 1950 - Édouard et Caroline (Jacques Becker)
- 1951 - Les Mains sales (Fernand Rivers)
- 1951 - Une histoire d'amour (Guy Lefranc)
- 1952 - Adorables Créatures (Christian-Jaque)
- 1952 - Le Plaisir (Max Ophüls, episode Le Modèle)
- 1952 - Les Dents longues (Daniel Gélin)
- 1952 - Rue de l'Estrapade (Jacques Becker)
- 1952 - La Minute de vérité (Jean Delannoy)
- 1953 - La neige était sale (Luis Saslavsky)
- 1953 - Si Versailles m'était conté... (Sacha Guitry)
- 1954 - Les Amants du Tage (Henri Verneuil)
- 1954 - L'Affaire Maurizius (Julien Duvivier)
- 1954 - La romana (Luigi Zampa)
- 1954 - Napoléon (Sacha Guitry)
- 1955 - Paris Canaille (Pierre Gaspard-Huit)
- 1956 - En effeuillant la marguerite (Marc Allégret)
- 1956 - The Man Who Knew Too Much (Alfred Hitchcock)
- 1957 - Charmants Garçons (Henri Decoin)
- 1957 - Retour de manivelle (Denys de La Patellière)
- 1957 - Trois jours à vivre (Gilles Grangier)
- 1958 - La Fille de Hambourg (Yves Allégret)
- 1959 - Cartagine en flamme (Carmine Gallone)
- 1959 - Le Testament d'Orphée (Jean Cocteau)
- 1960 - La Morte-Saison des amours (Pierre Kast)
- 1960 - La Proie pour l'ombre (Alexandre Astruc)
- 1961 - Les Petits Matins (of Mademoiselle stop) (Jacqueline Audry)
- 1963 - Vacances portugaises (Pierre Kast)
- 1964 - La Bonne Soupe (Robert Thomas)
- 1965 - Compartiment tueurs (Costa-Gavras)
- 1966 - Paris brûle-t-il? (René Clément)
- 1966 - Les Sultans (Jean Delannoy)
- 1966 - La Ligne de démarcation (Claude Chabrol)
- 1966 - À belles dents (Pierre Gaspard-Huit)
- 1966 - Soleil noir (Denys de La Patellière)
- 1969 - Détruire, dit-elle (Marguerite Duras)
- 1971 - Le Souffle au cœur (Louis Malle)
- 1974 - Un linceul n'a pas de poches (Jean-Pierre Mocky)
- 1977 - La Discorde (Georges Franju)
- 1977 - Nous irons tous au paradis (Yves Robert)
- 1977 - La Vocation suspendue (Raoul Ruiz)
- 1980 - Signé Furax (Marc Simenon)
- 1982 - Guy de Maupassant (Michel Drach)
- 1982 - La Nuit de Varennes (Ettore Scola)
- 1984 - Les Enfants (Marguerite Duras)
- 1985 - Un delitto (Salvatore Nocita)
- 1987 - Dandin (Roger Planchon)
- 1987 - La vie est un long fleuve tranquille (Étienne Chatiliez)
- 1988 - Itinéraire d'un enfant gâté (Claude Lelouch)
- 1990 - Promotion canapé (Didier Kaminka)
- 1992 - Coup de jeune (Xavier Gélin)
- 1993 - Les Marmottes (Élie Chouraqui)
- 1994 - La Cité de la peur (Alain Berbérian)
- 1994 - Des feux mal éteints (Serge Moati)
- 1995 - Fugueuses (Nadine Trintignant)
- 1995 - Fantôme avec chauffeur (Gérard Oury)
- 1995 - Les Bidochon (Serge Korber)
- 1996 - Hommes, femmes, mode d'emploi (Claude Lelouch)

- Biblioteca Nacional de España: XX1224437
- Bibliothèque nationale de France: cb11904526w (data)
- CiNii: DA08221091
- Gemeinsame Normdatei: 139291318
- International Standard Name Identifier: 0000 0001 2140 0247
- Library of Congress Control Number: n85809837
- Nationale Bibliotheek van Tsjechië: xx0170081
- Nationale bibliotheek van Australië: 35117195
- Nationale Bibliotheek van Israël: 987007369632205171
- Nederlandse Thesaurus van Auteursnamen: 266800440
- Istituto Centrale per il Catalogo Unico: TO0V695551
- SNAC: w6qf910n
- Système universitaire de documentation: 02688660X
- Virtual International Authority File: 76316069
- WorldCat: E39PBJg4fXR8R4h6WrWBBtmrv3